# أكرم هنية
أكرم عبد السلام عبد الحميد هنية (1953 - ) مستشار ياسر عرفات وعضو الوفد الفلسطيني في قمة كامب ديفيد 2000. كما شغل منصب رئيس تحرير صحيفة الأيام الفلسطينية.

## وصلات خارجية
- نبذة مختصرة of the Camp David Papers
- ليس مطلق الروسي